# 德武卢奇诺耶农村居民点
德武卢奇诺耶农村居民点（俄语：Двулученское сельское поселение）是俄罗斯联邦别尔哥罗德州瓦卢伊基区所属的一个农村居民点。其下辖有9个居民点，行政中心为德武卢奇诺耶。据2016年统计，该农村居民点的人口为2266人。